# Barriera corallina

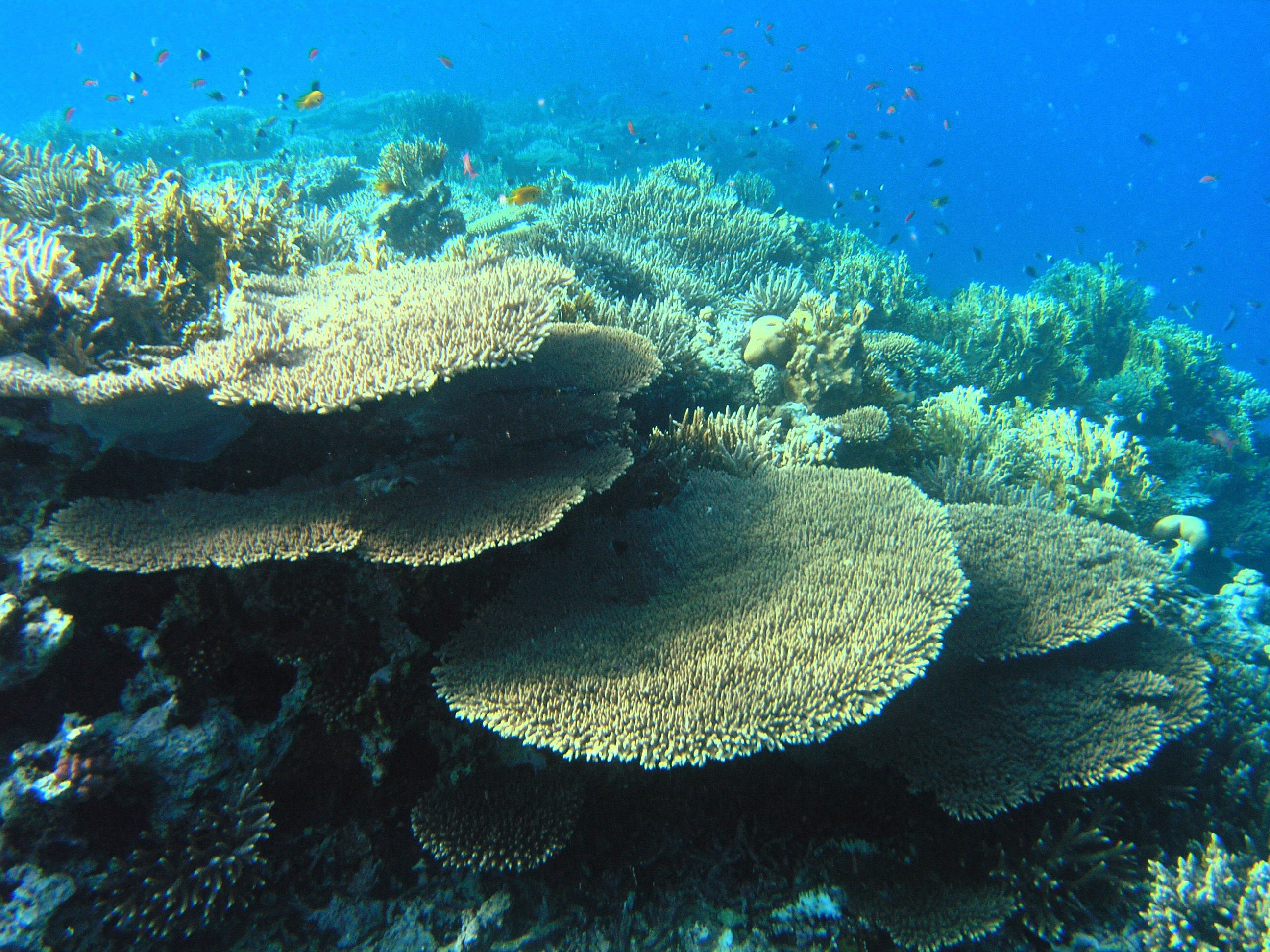
Barriera corallina in Mar Rosso

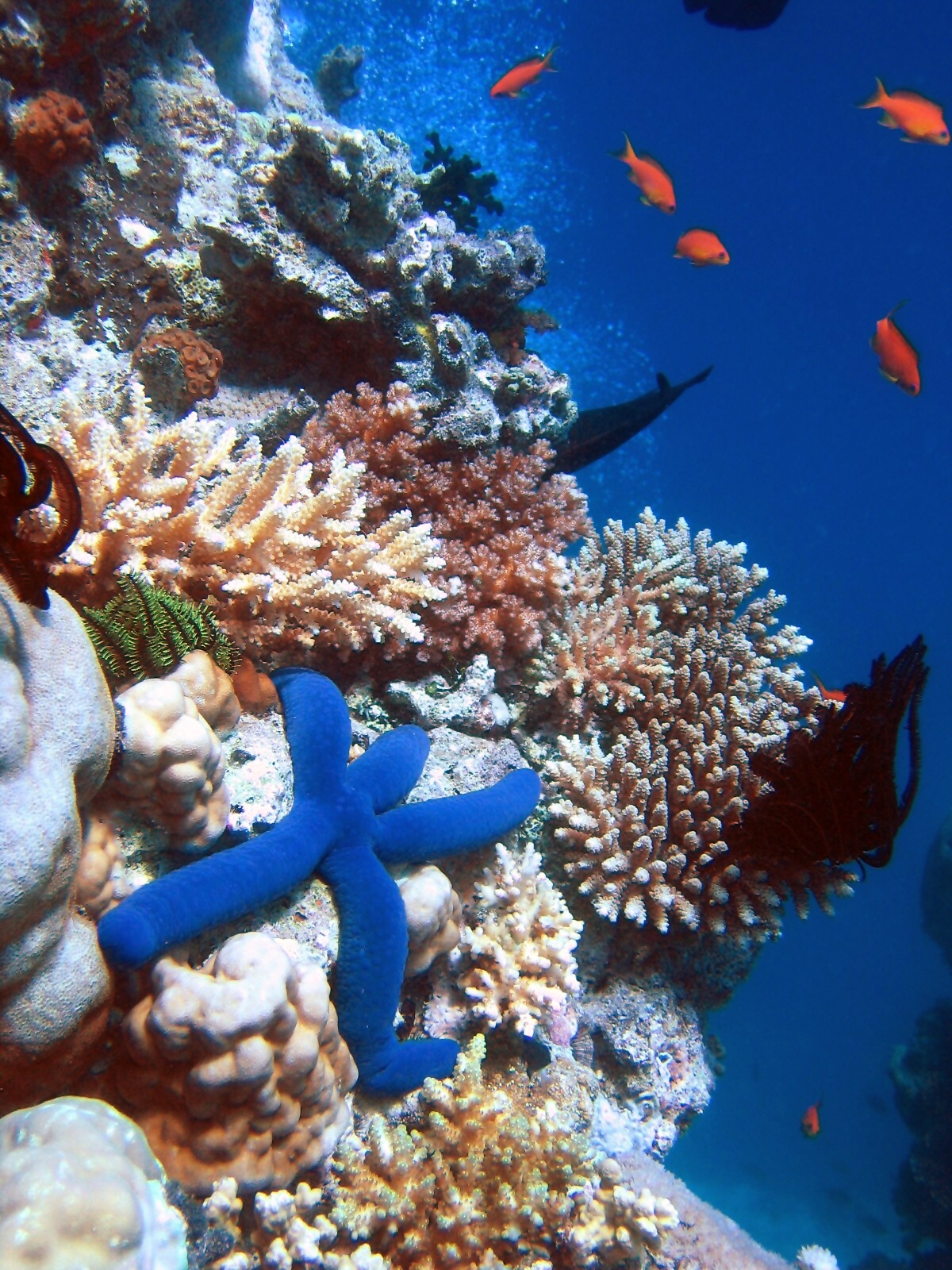
Biodiversità

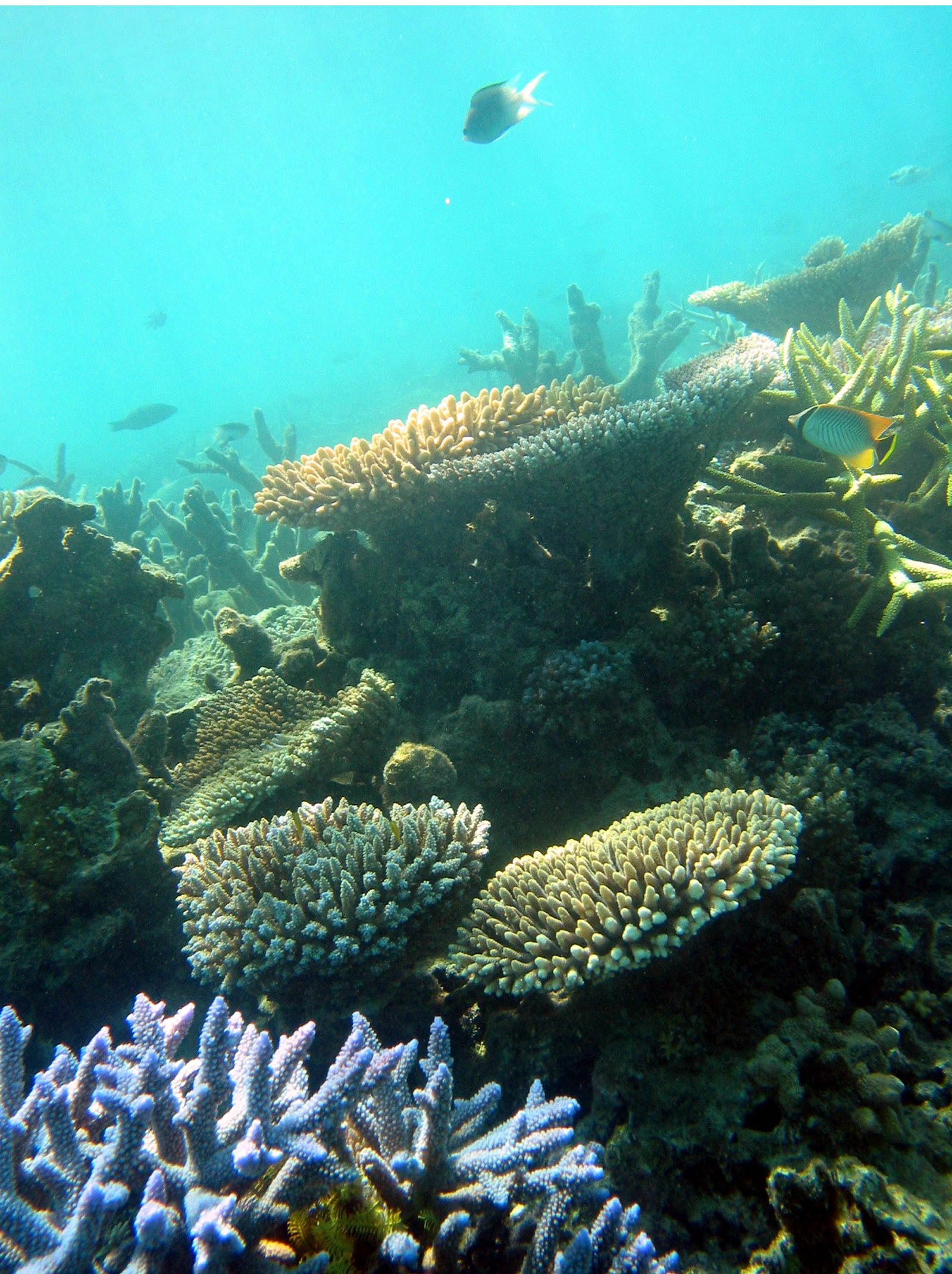
Sono visibili le biocostruzioni coralline che costituiscono lo scheletro della barriera corallina, attorno alle quali si sviluppano abbondanti forme di vita

La barriera corallina è una formazione tipica dei mari e oceani tropicali, composta da formazioni rocciose sottomarine biogeniche costituite e accresciute dalla sedimentazione degli scheletri calcarei dei coralli, animali polipoidi facenti parte della classe Anthozoa, phylum Cnidaria. Per questo le barriere sono uno degli organismi più importanti per la biodiversità.
Il termine si riferisce in genere alla barriera corallina di acque basse, habitat ad alto irraggiamento solare tipico dei mari tropicali, ma esistono biocostruzioni analoghe anche in acque a bassa penetrazione della luce (cosiddetta barriera corallina mesofotica) o in condizioni di assenza di luce (barriera corallina di acque profonde).
Questo tipo di ambiente è unico in quanto le barriere hanno creato delle isole e delle lagune in mari profondi, modificando sia il fondo sia le coste (ricoperte di sabbia finissima, frutto dell'erosione marina sui coralli e dell'azione di alcuni pesci che si cibano dei polipi, meglio noti come "corallivori"). La barriera corallina fa parte di una piattaforma carbonatica, e generalmente ne costituisce la fascia marginale verso mare. Verso terra è spesso (ma non necessariamente) separata dalla costa da lagune molto alte. Nonostante le barriere coralline occupino solo lo 0,1% del fondo oceanico della Terra, supportano il 25% di tutte le specie marine
del nostro pianeta.
Il primo di giugno è la giornata mondiale dedicata alle barriere coralline.

## Descrizione
Nell'immaginario collettivo e non solo, le barriere coralline rappresentano un mondo sommerso variopinto e altamente ricco in biodiversità. Le caratteristiche uniche dell'habitat che si crea a ridosso dei reefs (altro modo, anglosassone, per riferirsi alle barriere) sono dovute alla presenza dei coralli stessi che offrono riparo e protezione a migliaia di specie di pesci, crostacei, molluschi ed echinodermi.
La parte superiore delle barriere coralline, termine oggi riservato esclusivamente a quelle di maggiori dimensioni e poste lontano dalla costa (Grande Barriera australiana, Belize, ecc), fino a 5 m di profondità, è un ambiente ad alto o altissimo irraggiamento solare. Pochi cm al di sotto della superficie dell'acqua si possono raggiungere i 100000 lux. Ma già a 50 cm di profondità, la quantità di luce si dimezza, attestandosi intorno ai 50000-70000 lux nella fascia dei 3-5 m.
La luce è il “carburante” della barriera, in quanto viene catturata dai pigmenti fotosintetici delle zooxantelle, le alghe (genere Symbiodinium) che vivono in strettissima simbiosi con i coralli, detti per questo zooxantellati, all'interno dei loro tessuti, stimolandone la crescita fornendo zuccheri e ossigeno e favorendo la costruzione dei loro scheletri calcarei.
A questa grande quantità di luce in natura si aggiunge un notevole idrodinamismo (movimento dell'acqua), percentuali bassissime di nutrienti in soluzione e una buona quantità di plancton.

### Formazione
La maggior parte delle barriere coralline si è formata dopo l'ultimo periodo glaciale, quando lo scioglimento del ghiaccio ha causato l'innalzamento del livello del mare e l'allagamento delle piattaforme continentali. La maggior parte delle barriere coralline ha meno di 10.000 anni. Quando le comunità si sono stabilite, le barriere coralline sono cresciute verso l'alto, stimolando l'innalzamento del livello del mare. Le barriere coralline che si alzavano troppo lentamente potrebbero annegare, senza luce sufficiente. Le barriere coralline si trovano nel mare profondo lontano dalle piattaforme continentali, intorno alle isole oceaniche e agli atolli. La maggior parte di queste isole è di origine vulcanica. Altri hanno origini tettoniche in cui i movimenti delle placche hanno sollevato il fondo oceanico profondo.
In The Structure and Distribution of Coral Reefs, Charles Darwin espose la sua teoria sulla formazione delle barriere coralline, un'idea che concepì durante il viaggio del Beagle. Ha teorizzato che il sollevamento e il cedimento della crosta terrestre sotto gli oceani formassero gli atolli. Darwin ha stabilito una sequenza di tre fasi nella formazione dell'atollo. Una barriera corallina si forma intorno a un'isola vulcanica estinta mentre l'isola e il fondo dell'oceano si abbassano. Mentre la subsidenza continua, la barriera corallina diventa una barriera corallina e infine un atollo.
Darwin predisse che sotto ogni laguna ci sarebbe stata una base rocciosa, i resti del vulcano originale. Ricerche successive hanno supportato questa ipotesi. La teoria di Darwin derivava dalla sua comprensione che i polipi corallini prosperano ai tropici dove l'acqua è agitata, ma possono vivere solo entro un intervallo di profondità limitato, a partire appena sotto la bassa marea. Laddove il livello della terra sottostante lo consente, i coralli crescono intorno alla costa per formare barriere coralline e alla fine possono crescere fino a diventare una barriera corallina.
Una barriera corallina può impiegare diecimila anni per formarsi e un atollo può impiegare fino a 30 milioni di anni.
Dove il fondale sta salendo, intorno alla costa possono crescere barriere coralline, ma il corallo sollevato sopra il livello del mare muore. Se la terra si abbassa lentamente, le barriere coralline tengono il passo crescendo verso l'alto su una base di corallo morto più vecchio, formando una barriera corallina che racchiude una laguna tra la barriera corallina e la terraferma. Una barriera corallina può circondare un'isola, e una volta che l'isola affonda sotto il livello del mare, un atollo approssimativamente circolare di coralli in crescita continua a stare al passo con il livello del mare, formando una laguna centrale. Le barriere coralline e gli atolli di solito non formano cerchi completi ma sono rotti in alcuni punti dalle tempeste. Come l'innalzamento del livello del mare, un fondale che si abbassa rapidamente può sopraffare la crescita dei coralli, uccidendo il corallo e la barriera corallina, a causa di quello che viene chiamato annegamento dei coralli. I coralli che si affidano alle zooxantelle possono morire quando l'acqua diventa troppo profonda perché i loro simbionti possano fotosintetizzare adeguatamente, a causa della ridotta esposizione alla luce.
Le due principali variabili che determinano la geomorfologia, o forma, delle barriere coralline sono la natura del substrato su cui poggiano e la storia del cambiamento del livello del mare rispetto a quel substrato.
La Grande Barriera Corallina, vecchia di circa 20.000 anni, offre un esempio di come le barriere coralline si siano formate sulle piattaforme continentali. Il livello del mare era quindi 120 m (390 piedi) più basso rispetto al XXI secolo. Quando il livello del mare si è alzato, l'acqua e i coralli hanno invaso quelle che erano state le colline della pianura costiera australiana. Entro 13.000 anni fa, il livello del mare era salito a 60 m (200 piedi) più basso di quello attuale e molte colline delle pianure costiere erano diventate isole continentali. Con il continuo innalzamento del livello del mare, l'acqua ha superato la maggior parte delle isole continentali. I coralli potrebbero quindi invadere le colline, formando banchi e scogliere. Il livello del mare sulla Grande Barriera Corallina non è cambiato significativamente negli ultimi 6000 anni. L'età della struttura vivente della barriera corallina è stimata tra i 6.000 e gli 8.000 anni. Sebbene la Grande Barriera Corallina si sia formata lungo una piattaforma continentale e non intorno a un'isola vulcanica, si applicano i principi di Darwin. Lo sviluppo si è fermato allo stadio della barriera corallina, poiché l'Australia non sta per sommergersi. Ha formato la barriera corallina più grande del mondo, 300-1.000 m (980-3.280 piedi) dalla costa, che si estende per 2.000 km (1.200 mi).
Le barriere coralline tropicali sane crescono orizzontalmente da 1 a 3 cm (da 0,39 a 1,18 pollici) all'anno e crescono verticalmente ovunque da 1 a 25 cm (da 0,39 a 9,84 pollici) all'anno; tuttavia, crescono solo a profondità inferiori a 150 m (490 piedi) a causa del loro bisogno di luce solare e non possono crescere sopra il livello del mare.

### Materiali
Come suggerisce il nome, le barriere coralline sono costituite da scheletri di corallo provenienti da colonie di corallo per lo più intatte. Man mano che altri elementi chimici presenti nei coralli vengono incorporati nei depositi di carbonato di calcio, si forma l'aragonite. Tuttavia, frammenti di conchiglie e resti di alghe coralline come il genere segmentato verde Halimeda possono aumentare la capacità della barriera corallina di resistere ai danni delle tempeste e di altre minacce. Tali miscele sono visibili in strutture come l'atollo di Eniwetok.

### La Grande Barriera Corallina

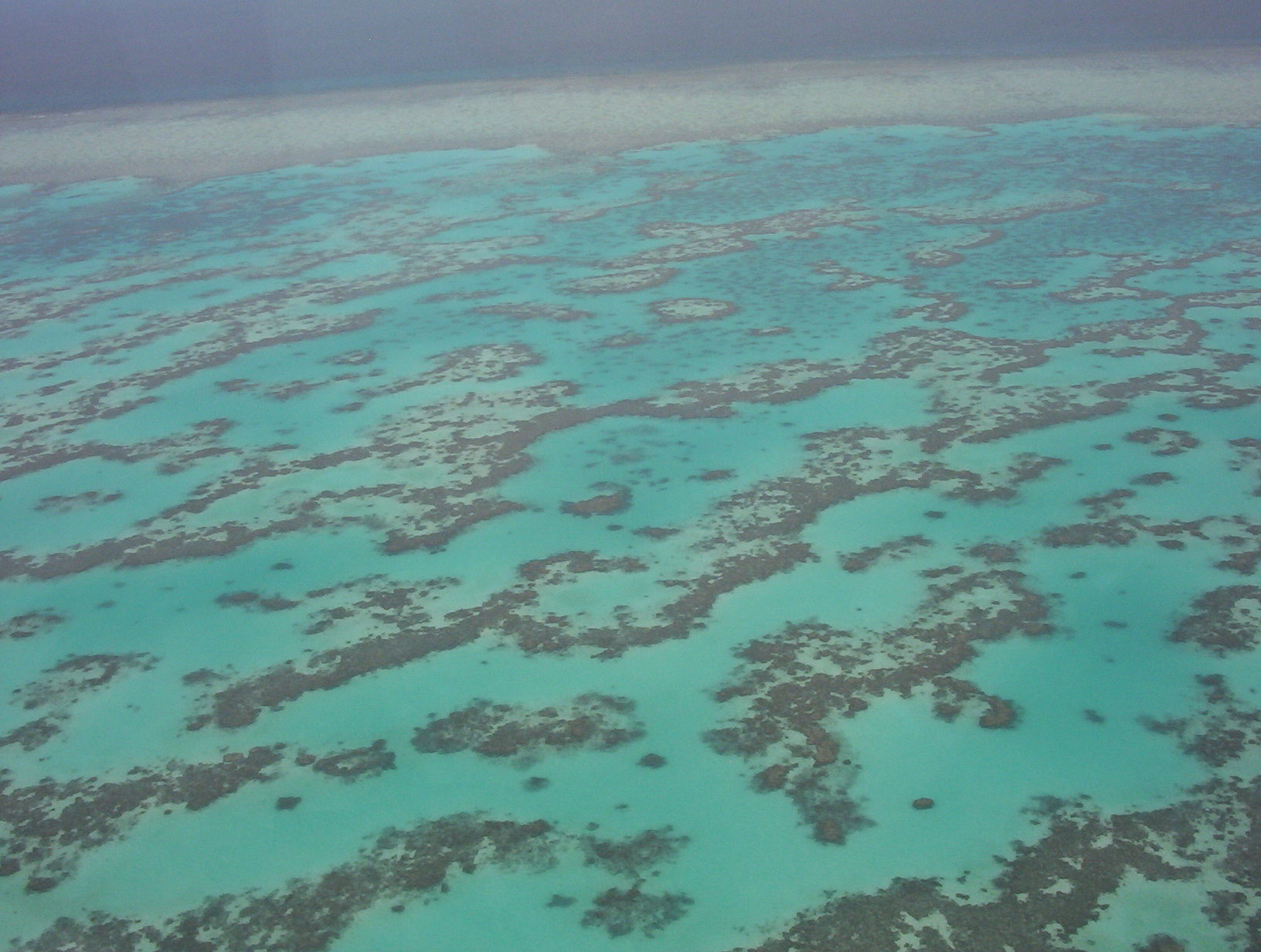
La Grande Barriera Corallina Australiana vista dall'elicottero

In Australia, al largo delle coste del Queensland, si snoda la più grande barriera corallina del mondo: 2900 barriere collegate tra loro, 900 isole, 345.000 chilometri quadrati, oltre 2200 km di lunghezza. Ospita circa 1500 specie di pesci.

## Tipologie
Dall'identificazione da parte di Darwin delle tre formazioni di barriera classica - la barriera corallina attorno a un'isola vulcanica che diventa una barriera corallina e poi un atollo - gli scienziati hanno identificato ulteriori tipi di barriera corallina. Mentre alcune fonti ne trovano solo tre, Thomas e Goudie elencano quattro "tipi principali di barriera corallina su larga scala" - la barriera corallina, la barriera corallina, l'atollo e la barriera corallina - mentre Spalding et al. elenca cinque "tipi principali" - la barriera corallina, la barriera corallina, l'atollo, la "banca o piattaforma reef" e la barriera corallina.

### Barriera corallina marginale - Fringing Reef
Una barriera corallina marginale, chiamata anche Fringing reef, è direttamente attaccata a una riva o la confina con un canale o laguna stretto e poco profondo. È il tipo di barriera corallina più comune. Le barriere coralline marginali seguono le coste e possono estendersi per molti chilometri. Di solito sono larghe meno di 100 metri, ma alcune sono larghe centinaia di metri. Le barriere coralline marginali si formano inizialmente sulla riva al basso livello dell'acqua e si espandono verso il mare man mano che crescono di dimensioni. La larghezza finale dipende da dove il fondale inizia a scendere ripidamente. La superficie della barriera corallina rimane generalmente alla stessa altezza: appena sotto la linea di galleggiamento. Nelle barriere coralline più vecchie, le cui regioni esterne si spingono molto verso il mare, la parte interna è resa più profonda dall'erosione e alla fine forma una laguna. Le lagune della barriera corallina possono diventare larghe oltre 100 metri e profonde diversi metri. Come la stessa barriera corallina, corrono paralleli alla costa. Le barriere coralline del Mar Rosso sono "alcune delle meglio sviluppate al mondo" e si trovano lungo tutte le sue coste, tranne al largo delle baie sabbiose.

### Barriera corallina - Barrier Reef
Le barriere coralline sono separate da una costa continentale o insulare da un profondo canale o laguna. Assomigliano alle fasi successive di una barriera corallina con la sua laguna, ma differiscono da quest'ultima principalmente per dimensioni e origine. Le loro lagune possono essere larghe diversi chilometri e profonde dai 30 ai 70 metri. Soprattutto, il bordo esterno della barriera corallina al largo si è formato in mare aperto piuttosto che vicino a una battigia. Come un atollo, si pensa che queste scogliere si formino sia quando il fondale si abbassa sia quando il livello del mare si alza. La formazione richiede molto più tempo rispetto a una barriera corallina, quindi le barriere coralline sono molto più rare.
L'esempio più noto e più grande di barriera corallina è la Grande Barriera Corallina australiana. Altri esempi importanti sono la barriera corallina del Belize e la barriera corallina della Nuova Caledonia. Barriere coralline si trovano anche sulle coste di Providencia, Mayotte, Isole Gambier, sulla costa sud-orientale del Kalimantan, su parti della costa di Sulawesi, nella Nuova Guinea sud-orientale e sulla costa meridionale dell'arcipelago della Louisiade.

### Barriera corallina - Platform Reef
Le barriere coralline a piattaforma, variamente chiamate banchine o barriere da tavola, possono formarsi sulla piattaforma continentale, così come nell'oceano aperto, infatti ovunque il fondale marino si alza abbastanza vicino alla superficie dell'oceano per consentire la crescita di zooxanthemic, reef-forming coralli. Le barriere coralline si trovano nella Grande Barriera Corallina meridionale, nel gruppo Swain e Capricorn sulla piattaforma continentale, a circa 100–200 km dalla costa. Alcune scogliere di piattaforma delle Mascarene settentrionali si trovano a diverse migliaia di chilometri dalla terraferma. A differenza delle barriere coralline e frange che si estendono solo verso il mare, le barriere coralline crescono in tutte le direzioni. Sono di dimensioni variabili, da poche centinaia di metri a molti chilometri di diametro. La loro forma abituale è da ovale a allungata. Parti di queste barriere possono raggiungere la superficie e formare banchi di sabbia e piccole isole attorno alle quali possono formare barriere coralline. Una laguna può formarsi nel mezzo di una scogliera di piattaforma.
Gli scogli della piattaforma possono essere trovati all'interno degli atolli. Lì sono chiamati patch reef e possono raggiungere solo poche decine di metri di diametro. Dove le barriere coralline si formano su una struttura allungata, ad es. g. una vecchia barriera corallina erosa, possono formare una disposizione lineare. È il caso, ad esempio, della costa orientale del Mar Rosso vicino a Jeddah. Nelle vecchie scogliere di piattaforma, la parte interna può essere così pesantemente erosa da formare uno pseudo-atollo. Questi possono essere distinti dagli atolli reali solo da indagini dettagliate, possibilmente comprese le carotaggi. Alcune barriere coralline della piattaforma delle Laccadive sono a forma di U, a causa del vento e del flusso d'acqua.

### Barriera corallina - Atolli
Gli atolli o le barriere degli atolli sono una barriera corallina più o meno circolare o continua che si estende tutto intorno a una laguna senza un'isola centrale. Di solito sono formati da barriere coralline intorno alle isole vulcaniche. Nel tempo, l'isola si erode e sprofonda sotto il livello del mare. Gli atolli possono anche essere formati dall'affondamento del fondale o dall'innalzamento del livello del mare. Ne risulta un anello di scogliere che racchiudono una laguna. Gli atolli sono numerosi nel Pacifico meridionale, dove di solito si trovano in mezzo all'oceano, ad esempio nelle Isole Caroline, nelle Isole Cook, nella Polinesia francese, nelle Isole Marshall e in Micronesia.
Gli atolli si trovano nell'Oceano Indiano, ad esempio, alle Maldive, alle Isole Chagos, alle Seychelles e intorno all'isola di Cocos. L'intero arcipelago delle Maldive è composta da 26 atolli.

#### Altri tipi di varianti
- Apron reef – reef corto simile a un reef frangiato, ma più inclinato; estendendosi verso l'esterno e verso il basso da un punto o da una costa peninsulare. La fase iniziale di una barriera corallina.
- Barriera corallina - barriera corallina isolata e piatta più grande di una barriera corallina e di solito su regioni intermedie e di forma lineare o semicircolare; un tipo di piattaforma reef.
- Patch reef – affioramento di barriera corallina comune, isolato, relativamente piccolo, di solito all'interno di una laguna o di un bacino, spesso circolare e circondato da sabbia o alghe. Può essere considerato come un tipo di barriera corallina [chi?] O come caratteristiche di barriere coralline, atolli e barriere coralline. Le chiazze possono essere circondate da un anello di copertura ridotta di fanerogame chiamato alone di pascolo.
- Ribbon reef – reef lungo, stretto, possibilmente tortuoso, solitamente associato a una laguna di atollo. Chiamato anche reef a ridosso o sill reef.
- Habili – reef specifico del Mar Rosso; non si avvicina abbastanza alla superficie da causare risacca visibile; può essere un pericolo per le navi (dall'arabo "non nato")
- Microatollo – comunità di specie di coralli; crescita verticale limitata dall'altezza media della marea; le morfologie di crescita offrono una registrazione a bassa risoluzione dei modelli di cambiamento del livello del mare; resti fossili possono essere datati usando la datazione al carbonio radioattivo e sono stati usati per ricostruire i livelli del mare dell'Olocene
- Cays – piccole isole sabbiose di bassa quota formate sulla superficie delle barriere coralline da materiale eroso che si accumula, formando un'area sopra il livello del mare; può essere stabilizzato dalle piante per diventare abitabile; si verificano in ambienti tropicali in tutto il Pacifico, l'Oceano Atlantico e l'Oceano Indiano (compresi i Caraibi e la Grande Barriera Corallina e la barriera corallina del Belize), dove forniscono terreni abitabili e agricoli
- Seamount o guyot – si forma quando una barriera corallina su un'isola vulcanica si abbassa; le cime dei monti sottomarini sono arrotondate ei guyot piatti; le cime piatte dei guyot, o tablemount, sono dovute all'erosione delle onde, dei venti e dei processi atmosferici

## Coralli
Quando sono vivi, i coralli sono colonie di piccoli animali incastonati in gusci di carbonato di calcio. Le teste di corallo sono costituite da accumuli di singoli animali chiamati polipi, disposti in forme diverse. I polipi sono generalmente piccoli, ma possono variare in dimensioni da una capocchia di spillo a 30 cm (12 pollici).
I coralli che costruiscono barriere coralline o ermetici vivono solo nella zona fotica (sopra i 50 m), la profondità alla quale la luce solare sufficiente penetra nell'acqua.

### Zooxantelle
I polipi dei coralli non fotosintetizzano, ma hanno una relazione simbiotica con alghe microscopiche (dinoflagellati) del genere Symbiodinium, comunemente chiamate zooxantelle. Questi organismi vivono all'interno dei tessuti dei polipi e forniscono nutrienti organici che nutrono il polipo sotto forma di glucosio, glicerolo e amminoacidi. A causa di questa relazione, le barriere coralline crescono molto più velocemente in acque limpide, che ammettono più luce solare. Senza i loro simbionti, la crescita dei coralli sarebbe troppo lenta per formare significative strutture di barriera. I coralli ottengono fino al 90% dei loro nutrienti dai loro simbionti. In cambio, come esempio di mutualismo, i coralli riparano le zooxantelle, in media un milione per ogni centimetro cubo di corallo, e forniscono un apporto costante di anidride carbonica di cui hanno bisogno per la fotosintesi.
I pigmenti variabili nelle diverse specie di zooxantelle conferiscono loro un aspetto complessivamente marrone o marrone dorato e conferiscono ai coralli marroni i loro colori. Altri pigmenti come rossi, blu, verdi, ecc. provengono da proteine colorate prodotte dagli animali corallini. Il corallo che perde una grande frazione delle sue zooxantelle diventa bianco (o talvolta sfumature pastello nei coralli pigmentati con le proprie proteine) e si dice che sia sbiancato, una condizione che, se non corretta, può uccidere il corallo.
Ci sono otto cladi di filotipi Symbiodinium. La maggior parte delle ricerche è stata condotta sui cladi A-D. Ogni clade contribuisce con i propri benefici e attributi meno compatibili alla sopravvivenza dei loro ospiti corallini. Ogni organismo fotosintetico ha un livello specifico di sensibilità al fotodanneggiamento ai composti necessari per la sopravvivenza, come le proteine. I tassi di rigenerazione e replicazione determinano la capacità dell'organismo di sopravvivere. Il filotipo A si trova maggiormente nelle acque poco profonde. È in grado di produrre amminoacidi simili alle micosporine resistenti ai raggi UV, utilizzando un derivato della glicerina per assorbire la radiazione UV e permettendo loro di adattarsi meglio alle temperature dell'acqua più calde. In caso di danni ai raggi UV o termici, se e quando si verifica la riparazione, aumenterà la probabilità di sopravvivenza dell'ospite e del simbionte. Questo porta all'idea che, evolutivamente, il clade A è più resistente ai raggi UV e termicamente rispetto agli altri clade.
Le cladi B e C si trovano più frequentemente in acque più profonde, il che potrebbe spiegare la loro maggiore vulnerabilità all'aumento delle temperature. Le piante terrestri che ricevono meno luce solare perché si trovano nel sottobosco sono analoghe ai cladi B, C e D. Poiché i cladi da B a D si trovano a profondità più profonde, richiedono un elevato tasso di assorbimento della luce per essere in grado di sintetizzare tanta energia . Con elevati tassi di assorbimento alle lunghezze d'onda UV, questi filotipi sono più inclini allo sbiancamento dei coralli rispetto al clade A poco profondo.
È stato osservato che il clade D è tollerante alle alte temperature e ha un tasso di sopravvivenza più elevato rispetto ai cladi B e C durante i moderni eventi di sbiancamento.

### Scheletro
Le barriere coralline crescono mentre i polipi e altri organismi depositano carbonato di calcio, la base del corallo, come struttura scheletrica sotto e intorno a se stessi, spingendo la sommità della testa del corallo verso l'alto e verso l'esterno. Onde, pesci al pascolo (come i pesci pappagallo), ricci di mare, spugne e altre forze e organismi agiscono come bioerodori, scomponendo gli scheletri dei coralli in frammenti che si depositano negli spazi nella struttura della barriera corallina o formano fondali sabbiosi nelle lagune di barriera associate.
Le forme tipiche delle specie di corallo prendono il nome dalla loro somiglianza con oggetti terrestri come cervelli rugosi, cavoli, piani di tavoli, corna, fili e pilastri. Queste forme possono dipendere dalla storia della vita del corallo, come l'esposizione alla luce e l'azione delle onde, e da eventi come le rotture.

### Riproduzione
I coralli si riproducono sia sessualmente che asessualmente. Un singolo polipo utilizza entrambe le modalità riproduttive durante la sua vita. I coralli si riproducono sessualmente mediante fecondazione interna o esterna. Le cellule riproduttive si trovano sui mesenteri, membrane che si irradiano verso l'interno dallo strato di tessuto che riveste la cavità dello stomaco. Alcuni coralli adulti maturi sono ermafroditi; altri sono esclusivamente maschi o femmine. Alcune specie cambiano sesso man mano che crescono.
Le uova fecondate internamente si sviluppano nel polipo per un periodo che va da giorni a settimane. Lo sviluppo successivo produce una minuscola larva, nota come planula. Le uova fecondate esternamente si sviluppano durante la deposizione delle uova sincronizzata. I polipi attraverso una barriera corallina rilasciano simultaneamente uova e sperma nell'acqua in massa. Le uova si disperdono su una vasta area. La tempistica della deposizione delle uova dipende dal periodo dell'anno, dalla temperatura dell'acqua e dai cicli delle maree e della luna. La deposizione delle uova ha più successo data la piccola variazione tra l'alta e la bassa marea. Minore è il movimento dell'acqua, maggiori sono le possibilità di fertilizzazione. Il momento ideale si verifica in primavera. Il rilascio di uova o planula di solito avviene di notte ed è talvolta in fase con il ciclo lunare (da tre a sei giorni dopo la luna piena). Il periodo dal rilascio all'insediamento dura solo pochi giorni, ma alcune planule possono sopravvivere a galla per diverse settimane. Durante questo processo, le larve possono utilizzare diversi segnali per trovare un luogo adatto per l'insediamento. A lunghe distanze i suoni delle barriere esistenti sono probabilmente importanti, mentre a brevi distanze diventano importanti i composti chimici. Le larve sono vulnerabili alla predazione e alle condizioni ambientali. Le poche fortunate planule che si attaccano con successo al substrato poi competono per cibo e spazio.

### Altre tipologie
I coralli sono i più prodigiosi costruttori di barriere coralline. Tuttavia molti altri organismi che vivono nella comunità della barriera corallina contribuiscono al carbonato di calcio scheletrico allo stesso modo dei coralli. Questi includono alghe coralline e alcune spugne. Le barriere coralline sono sempre costruite dagli sforzi combinati di questi diversi phyla, con diversi organismi che guidano la costruzione della barriera corallina in diversi periodi geologici.

### Alghe Coralline
Le alghe coralline contribuiscono in modo importante alla struttura della barriera corallina. Sebbene i loro tassi di deposizione di minerali siano molto più lenti dei coralli, sono più tolleranti all'azione delle onde ruvide, e quindi aiutano a creare una crosta protettiva su quelle parti della barriera corallina soggette alle maggiori forze dalle onde, come il fronte della barriera corallina rivolto verso il oceano aperto. Rafforzano anche la struttura della barriera corallina depositando calcare in fogli sulla superficie della barriera corallina.

### Spugne
"Sclerosponge" è il nome descrittivo di tutti i Poriferi che costruiscono scogliere. All'inizio del periodo Cambriano, le spugne di Archaeocyatha furono i primi organismi al mondo per la costruzione di scogliere e le spugne furono gli unici costruttori di scogliere fino all'Ordoviciano. Le sclerospugne aiutano ancora i coralli a costruire barriere coralline moderne, ma come le alghe coralline hanno una crescita molto più lenta dei coralli e il loro contributo è (di solito) minore.
Nell'Oceano Pacifico settentrionale le spugne delle nuvole creano ancora strutture minerali di acque profonde senza coralli, sebbene le strutture non siano riconoscibili dalla superficie come le barriere coralline tropicali. Sono gli unici organismi esistenti noti per costruire strutture simili a barriere coralline in acqua fredda.

## Zone
Gli ecosistemi della barriera corallina contengono zone distinte che ospitano diversi tipi di habitat. Di solito, vengono riconosciute tre zone principali: la barriera corallina anteriore, la cresta della barriera corallina e la barriera corallina posteriore (spesso denominata laguna della barriera corallina).
Le tre zone sono fisicamente ed ecologicamente interconnesse. La vita della barriera corallina e i processi oceanici creano opportunità per lo scambio di acqua di mare, sedimenti, nutrienti e vita marina.
La maggior parte delle barriere coralline si trova in acque profonde meno di 50 m. Alcuni abitano le piattaforme continentali tropicali dove non si verificano risalite fresche e ricche di nutrienti, come la Grande Barriera Corallina. Altri si trovano nel profondo oceano che circonda le isole o come atolli, come alle Maldive. Le barriere coralline che circondano le isole si formano quando le isole sprofondano nell'oceano e gli atolli si formano quando un'isola sprofonda sotto la superficie del mare.
In alternativa, Moyle e Cech distinguono sei zone, sebbene la maggior parte delle barriere coralline possieda solo alcune delle zone.
La superficie della barriera corallina è la parte più superficiale della barriera corallina. È soggetto a picchi e maree. Quando le onde passano su aree poco profonde, si depositano, come mostrato nel diagramma adiacente. Ciò significa che l'acqua è spesso agitata. Queste sono le condizioni precise in cui fioriscono i coralli. La luce è sufficiente per la fotosintesi da parte delle zooxantelle simbiotiche e l'acqua agitata porta il plancton per nutrire il corallo.
Il fondo della barriera corallina è il fondale marino poco profondo che circonda una barriera corallina. Questa zona si trova vicino alle barriere coralline sulle piattaforme continentali. Le barriere coralline intorno alle isole tropicali e agli atolli scendono bruscamente a grandi profondità e non hanno un tale fondo. Solitamente sabbioso, il pavimento supporta spesso prati di alghe che sono importanti aree di foraggiamento per i pesci di barriera.
Il drop-off della barriera corallina è, per i suoi primi 50 m, habitat per i pesci di barriera che trovano rifugio sulla parete rocciosa e il plancton nell'acqua vicina. La zona di abbandono si applica principalmente alle barriere coralline che circondano le isole e gli atolli oceanici.
La parete della barriera corallina è la zona sopra il fondale della barriera corallina o il drop-off della barriera corallina. Questa zona è spesso l'area più diversificata della barriera corallina. Coralli e alghe calcaree forniscono habitat complessi e aree che offrono protezione, come crepe e fessure. Gli invertebrati e le alghe epifite forniscono gran parte del cibo per altri organismi. Una caratteristica comune in questa zona del foreef sono le formazioni di speroni e solchi che servono a trasportare i sedimenti verso il basso.
Il reef flat è il piatto dal fondo sabbioso, che può trovarsi dietro la barriera corallina principale, contenente pezzi di corallo. Questa zona può delimitare una laguna e fungere da area protettiva, oppure può trovarsi tra il reef e la riva, e in questo caso è un'area piatta e rocciosa. I pesci tendono a preferirlo quando è presente.
La laguna della barriera corallina è una regione completamente chiusa, che crea un'area meno interessata dall'azione delle onde e spesso contiene piccole macchie di barriera.
Tuttavia, la "topografia delle barriere coralline è in continua evoluzione. Ogni barriera corallina è costituita da macchie irregolari di alghe, invertebrati sessili e roccia e sabbia nude. Le dimensioni, la forma e l'abbondanza relativa di queste macchie cambiano di anno in anno in risposta a i vari fattori che favoriscono un tipo di patch rispetto a un altro. La crescita del corallo, ad esempio, produce un cambiamento costante nella struttura fine delle barriere coralline. Su scala più ampia, le tempeste tropicali possono abbattere ampie sezioni della barriera corallina e causare lo spostamento di massi sulle aree sabbiose ."

## Luoghi
Si stima che le barriere coralline coprano 284.300 km² (109.800 miglia quadrate), poco meno dello 0,1% della superficie degli oceani. La regione indo-pacifica (che comprende Mar Rosso, Oceano Indiano, Sud-Est asiatico e Pacifico) rappresenta il 91,9% di questo totale. Il sud-est asiatico rappresenta il 32,3% di quella cifra, mentre il Pacifico, inclusa l'Australia, rappresenta il 40,8%. Le barriere coralline atlantiche e caraibiche rappresentano il 7,6%.
Sebbene i coralli esistano sia in acque temperate che tropicali, le barriere coralline di acque poco profonde si formano solo in una zona che si estende da circa 30° N a 30° S dell'equatore. I coralli tropicali non crescono a profondità superiori a 50 metri (160 piedi). La temperatura ottimale per la maggior parte delle barriere coralline è 26-27 °C (79-81 °F), e esistono poche barriere coralline in acque inferiori a 18 °C (64 °F). Tuttavia, le barriere coralline nel Golfo Persico si sono adattate a temperature di 13 °C (55 °F) in inverno e 38 °C (100 °F) in estate. 37 specie di coralli scleractiniani abitano un tale ambiente intorno all'isola di Larak.
Il corallo di acque profonde abita a profondità maggiori e temperature più fredde a latitudini molto più elevate, fino alla Norvegia settentrionale. Sebbene i coralli di acque profonde possano formare barriere coralline, si sa poco di loro.
Le barriere coralline sono rare lungo le coste occidentali delle Americhe e dell'Africa, principalmente a causa della risalita e delle forti correnti costiere fredde che riducono la temperatura dell'acqua in queste aree (rispettivamente le correnti del Perù, del Benguela e delle Canarie). I coralli si trovano raramente lungo la costa dell'Asia meridionale, dalla punta orientale dell'India (Chennai) ai confini del Bangladesh e del Myanmar, così come lungo le coste del Sud America nord-orientale e del Bangladesh, a causa del rilascio di acqua dolce dall'Amazzonia e dal Gange. Fiumi rispettivamente.
- La Grande Barriera Corallina, la più grande, comprendente oltre 2.900 singole barriere coralline e 900 isole che si estendono per oltre 2.600 chilometri (1.600 miglia) al largo del Queensland, in Australia
- Il sistema della barriera corallina mesoamericana, il secondo più grande, si estende per 1.000 chilometri (620 miglia) da Isla Contoy sulla punta della penisola dello Yucatán fino alle isole della baia dell'Honduras
- La barriera corallina della Nuova Caledonia, la seconda doppia barriera corallina più lunga, che copre 1.500 chilometri (930 mi)
- La barriera corallina di Andros, Bahamas, la terza più grande, dopo la costa orientale dell'isola di Andros, Bahamas, tra Andros e Nassau
- Il Mar Rosso: include barriere coralline di 6.000 anni situate lungo una costa di 2.000 km (1.240 mi)
- Il Florida Reef Tract, la più grande barriera corallina continentale degli Stati Uniti e la terza più grande barriera corallina, si estende da Soldier Key, situata nella baia di Biscayne, alle Dry Tortugas nel Golfo del Messico
- Pulley Ridge: la barriera corallina fotosintetica più profonda, Florida
- Numerose barriere coralline intorno alle Maldive
- L'area della barriera corallina delle Filippine, la seconda più grande del sud-est asiatico, è stimata in 26.000 chilometri quadrati. Qui si trovano 915 specie di pesci di barriera e oltre 400 specie di corallo scleractiniano, 12 delle quali endemiche.
- Le isole Raja Ampat nella provincia indonesiana di Papua occidentale offrono la più alta diversità marina conosciuta.
- Bermuda è noto per il suo sistema di barriera corallina più settentrionale, situato a 32,4 ° N 64,8 ° W. La presenza di barriere coralline a questa elevata latitudine è dovuta alla vicinanza della Corrente del Golfo. Le specie di corallo delle Bermuda rappresentano un sottoinsieme di quelle che si trovano nei maggiori Caraibi.
- La barriera corallina più settentrionale del mondo si trova all'interno di una baia dell'isola giapponese di Tsushima, nello stretto di Corea.
- La barriera corallina più meridionale del mondo si trova sull'isola di Lord Howe, nell'Oceano Pacifico al largo della costa orientale dell'Australia.

## Il paradosso di Darwin
In The Structure and Distribution of Coral Reefs, pubblicato nel 1842, Darwin descrisse come le barriere coralline furono trovate in alcune aree tropicali ma non in altre, senza una causa evidente. I coralli più grandi e più forti sono cresciuti nelle parti della barriera corallina esposte alle onde più violente e i coralli erano indeboliti o assenti dove si sono accumulati sedimenti sciolti.
Le acque tropicali contengono poche sostanze nutritive, ma una barriera corallina può prosperare come un'"oasi nel deserto". Ciò ha dato origine all'enigma dell'ecosistema, a volte chiamato "paradosso di Darwin": "Come può prosperare una produzione così elevata in condizioni così povere di nutrienti?"
Le barriere coralline supportano oltre un quarto di tutte le specie marine. Questa diversità si traduce in reti trofiche complesse, con grandi pesci predatori che mangiano pesci da foraggio più piccoli che mangiano zooplancton ancora più piccolo e così via. Tuttavia, tutte le reti alimentari alla fine dipendono dalle piante, che sono i produttori primari. Le barriere coralline producono tipicamente 5-10 grammi di carbonio per metro quadrato al giorno (gC·m-2·day-1) biomassa.
Una delle ragioni dell'insolita limpidezza delle acque tropicali è la loro carenza di nutrienti e il plancton alla deriva. Inoltre, il sole splende tutto l'anno ai tropici, riscaldando lo strato superficiale, rendendolo meno denso degli strati sotto la superficie. L'acqua più calda è separata dall'acqua più profonda e più fredda da un termoclino stabile, dove la temperatura cambia rapidamente. Ciò mantiene le acque superficiali calde che galleggiano sopra le acque più profonde e più fredde. Nella maggior parte dell'oceano, c'è poco scambio tra questi strati. Gli organismi che muoiono negli ambienti acquatici generalmente affondano sul fondo, dove si decompongono, che rilascia sostanze nutritive sotto forma di azoto (N), fosforo (P) e potassio (K). Questi nutrienti sono necessari per la crescita delle piante, ma ai tropici non tornano direttamente in superficie.
Le piante costituiscono la base della catena alimentare e hanno bisogno di luce solare e sostanze nutritive per crescere. Nell'oceano, queste piante sono principalmente fitoplancton microscopici che si spostano nella colonna d'acqua. Hanno bisogno della luce solare per la fotosintesi, che alimenta la fissazione del carbonio, quindi si trovano solo relativamente vicino alla superficie, ma hanno anche bisogno di sostanze nutritive. Il fitoplancton utilizza rapidamente i nutrienti nelle acque superficiali e, ai tropici, questi nutrienti di solito non vengono sostituiti a causa del termoclino.

### Spiegazione
Intorno alle barriere coralline, le lagune si riempiono di materiale eroso dalla barriera corallina e dall'isola. Diventano paradisi per la vita marina, fornendo protezione da onde e tempeste.
Ancora più importante, le barriere coralline riciclano i nutrienti, cosa che accade molto meno in mare aperto. Nelle barriere coralline e nelle lagune, i produttori includono fitoplancton, così come alghe e alghe coralline, in particolare piccoli tipi chiamati alghe di tappeto erboso, che trasmettono sostanze nutritive ai coralli. Il fitoplancton costituisce la base della catena alimentare e viene mangiato da pesci e crostacei. Il riciclaggio riduce gli apporti di nutrienti necessari in generale per supportare la comunità.
Il colore dei coralli dipende dalla combinazione delle sfumature marroni fornite dalle loro zooxantelle e dalle proteine pigmentate (rossi, blu, verdi, ecc.) Prodotte dai coralli stessi.
I coralli assorbono anche i nutrienti, inclusi azoto inorganico e fosforo, direttamente dall'acqua. Molti coralli estendono i loro tentacoli di notte per catturare lo zooplancton che passa vicino. Lo zooplancton fornisce al polipo azoto e il polipo condivide parte dell'azoto con le zooxantelle, che richiedono anche questo elemento.
Le spugne vivono nelle fessure delle barriere coralline. Sono efficienti filtratori e nel Mar Rosso consumano circa il 60% del fitoplancton che scorre. Le spugne alla fine espellono i nutrienti in una forma che i coralli possono usare.
La maggior parte dei polipi di corallo sono alimentatori notturni. Qui, al buio, i polipi hanno esteso i loro tentacoli per nutrirsi di zooplancton.
La rugosità delle superfici dei coralli è la chiave per la sopravvivenza dei coralli in acque agitate. Normalmente, uno strato limite di acqua ferma circonda un oggetto sommerso, che funge da barriera. Le onde che si infrangono sui bordi estremamente ruvidi dei coralli interrompono lo strato limite, consentendo ai coralli l'accesso ai nutrienti di passaggio. L'acqua turbolenta favorisce quindi la crescita della barriera corallina. Senza l'accesso alle sostanze nutritive apportate dalle superfici ruvide dei coralli, anche il riciclaggio più efficace non sarebbe sufficiente.
L'acqua profonda ricca di sostanze nutritive che entra nelle barriere coralline attraverso eventi isolati può avere effetti significativi sulla temperatura e sui sistemi di nutrienti. Questo movimento dell'acqua interrompe il termoclino relativamente stabile che di solito esiste tra l'acqua calda poco profonda e l'acqua più fredda più profonda. I regimi di temperatura sulle barriere coralline delle Bahamas e della Florida sono molto variabili con scale temporali da minuti a stagioni e scale spaziali attraverso le profondità.
L'acqua può passare attraverso le barriere coralline in vari modi, inclusi anelli di corrente, onde di superficie, onde interne e cambiamenti di marea. Il movimento è generalmente creato dalle maree e dal vento. Poiché le maree interagiscono con la batimetria variabile e il vento si mescola con l'acqua superficiale, si creano onde interne. Un'onda interna è un'onda di gravità che si muove lungo la stratificazione di densità all'interno dell'oceano. Quando una particella d'acqua incontra una densità diversa, oscilla e crea onde interne. Sebbene le onde interne abbiano generalmente una frequenza inferiore rispetto alle onde di superficie, spesso si formano come un'unica onda che si rompe in più onde quando colpisce una pendenza e si sposta verso l'alto. Questa rottura verticale delle onde interne causa un significativo rimescolamento diapicale e turbolenza. Le onde interne possono agire come pompe di nutrienti, portando in superficie plancton e acqua fresca ricca di sostanze nutritive.
La struttura irregolare caratteristica della batimetria della barriera corallina può migliorare la miscelazione e produrre sacche di acqua più fresca e contenuto variabile di nutrienti. L'arrivo di acqua fresca e ricca di sostanze nutritive dalle profondità a causa delle onde interne e dei fori di marea è stato collegato ai tassi di crescita di alimentatori in sospensione e alghe bentoniche, nonché di plancton e organismi larvali. L'alga Codium isthmocladum reagisce alle fonti di nutrienti delle acque profonde perché i loro tessuti hanno diverse concentrazioni di nutrienti a seconda della profondità. Le aggregazioni di uova, organismi larvali e plancton sulle barriere coralline rispondono alle intrusioni di acque profonde. Allo stesso modo, quando le onde interne e i fori si muovono verticalmente, gli organismi larvali che vivono in superficie vengono trasportati verso la riva. Ciò ha un'importanza biologica significativa per gli effetti a cascata delle catene alimentari negli ecosistemi delle barriere coralline e potrebbe fornire un'altra chiave per sbloccare il paradosso.
I cianobatteri forniscono nitrati solubili tramite la fissazione dell'azoto.
Le barriere coralline spesso dipendono dagli habitat circostanti, come prati di alghe e foreste di mangrovie, per i nutrienti. Le alghe e le mangrovie forniscono piante morte e animali ricchi di azoto e servono a nutrire pesci e animali della barriera corallina fornendo legno e vegetazione. Le barriere coralline, a loro volta, proteggono le mangrovie e le fanerogame dalle onde e producono sedimenti in cui le mangrovie e le fanerogame marine possono radicarsi.

## Biodiversità
Le barriere coralline formano alcuni degli ecosistemi più produttivi del mondo, fornendo habitat marini complessi e vari che supportano un'ampia gamma di altri organismi. Le barriere coralline appena sotto il livello della bassa marea hanno una relazione reciprocamente vantaggiosa con le foreste di mangrovie ad alta marea e le praterie di alghe in mezzo: le scogliere proteggono le mangrovie e le alghe da forti correnti e onde che le danneggerebbero o eroderebbero i sedimenti in cui si trovano radicate, mentre le mangrovie e le alghe proteggono il corallo dai grandi afflussi di limo, acqua dolce e inquinanti. Questo livello di varietà nell'ambiente avvantaggia molti animali della barriera corallina, che, ad esempio, possono nutrirsi dell'erba marina e utilizzare le barriere coralline per la protezione o la riproduzione.
Le barriere coralline ospitano una varietà di animali, tra cui pesci, uccelli marini, spugne, cnidari (che includono alcuni tipi di coralli e meduse), vermi, crostacei (compresi gamberetti, gamberetti puliti, aragoste e granchi), molluschi (compresi i cefalopodi), echinodermi (tra cui stelle marine, ricci di mare e cetrioli di mare), ascidie, tartarughe marine e serpenti di mare. A parte gli esseri umani, i mammiferi sono rari sulle barriere coralline, con l'eccezione principale di cetacei in visita come i delfini. Alcune specie si nutrono direttamente di coralli, mentre altre pascolano di alghe sulla barriera corallina. La biomassa della barriera corallina è positivamente correlata alla diversità delle specie.
Gli stessi nascondigli in una barriera corallina possono essere regolarmente abitati da specie diverse in momenti diversi della giornata. I predatori notturni come il pesce cardinale e il pesce scoiattolo si nascondono durante il giorno, mentre castagnole, pesci chirurgo, pesci balestra, labri e pesci pappagallo si nascondono da anguille e squali.
Il gran numero e la diversità dei nascondigli nelle barriere coralline, cioè i rifugi, sono il fattore più importante che causa la grande diversità e l'elevata biomassa degli organismi nelle barriere coralline.

### Alghe
Le barriere coralline sono cronicamente a rischio di invasione di alghe. La pesca eccessiva e l'eccesso di apporto di nutrienti dalla terraferma possono consentire alle alghe di competere e uccidere il corallo. L'aumento dei livelli di nutrienti può essere il risultato del deflusso delle acque reflue o dei fertilizzanti chimici. Il deflusso può trasportare azoto e fosforo che promuovono la crescita eccessiva delle alghe. Le alghe a volte possono competere con il corallo per lo spazio. Le alghe possono quindi soffocare il corallo diminuendo l'apporto di ossigeno disponibile alla barriera corallina. Livelli di ossigeno ridotti possono rallentare i tassi di calcificazione, indebolendo il corallo e rendendolo più suscettibile alle malattie e al degrado. Le alghe abitano una grande percentuale di località coralline esaminate. La popolazione algale è costituita da alghe da tappeto erboso, alghe coralline e macroalghe. Alcuni ricci di mare (come Diadema antillarum) mangiano queste alghe e potrebbero quindi ridurre il rischio di invasione algale.

### Spugne
Le spugne sono fondamentali per il funzionamento della barriera corallina che sistema. Alghe e coralli nelle barriere coralline producono materiale organico. Questo viene filtrato attraverso spugne che convertono questo materiale organico in piccole particelle che a loro volta vengono assorbite da alghe e coralli.

### Pesci
Oltre 4.000 specie di pesci abitano le barriere coralline. Le ragioni di questa diversità rimangono poco chiare. Le ipotesi includono la "lotteria", in cui il primo (fortunato vincitore) recluta in un territorio è tipicamente in grado di difenderlo dai ritardatari, la "competizione", in cui gli adulti competono per il territorio, e le specie meno competitive devono essere in grado di sopravvivere in habitat più povero e "predazione", in cui la dimensione della popolazione è una funzione della mortalità dei piscivori post-insediamento. Le barriere coralline sane possono produrre fino a 35 tonnellate di pesce per chilometro quadrato ogni anno, ma le barriere danneggiate producono molto meno.

### Invertebrati
I ricci di mare, i dotidi e le lumache di mare mangiano le alghe. Alcune specie di ricci di mare, come il Diadema antillarum, possono svolgere un ruolo fondamentale nell'impedire alle alghe di invadere le barriere coralline. I ricercatori stanno studiando l'uso di ricci da collezione nativi, Tripneustes gratilla, per il loro potenziale come agenti di biocontrollo per mitigare la diffusione di specie di alghe invasive sulle barriere coralline. I nudibranchi e gli anemoni di mare mangiano le spugne.
Un certo numero di invertebrati, chiamati collettivamente "criptofauna", abitano il substrato scheletrico del corallo stesso, perforando gli scheletri (attraverso il processo di bioerosione) o vivendo in vuoti e fessure preesistenti. Gli animali che scavano nella roccia includono spugne, molluschi bivalvi e sipunculani. Quelli che si stabiliscono sulla barriera corallina includono molte altre specie, in particolare crostacei e vermi policheti.

### Uccelli marini
I sistemi di barriera corallina forniscono habitat importanti per le specie di uccelli marini, alcune in via di estinzione. Ad esempio, l'atollo di Midway alle Hawaii ospita quasi tre milioni di uccelli marini, inclusi due terzi (1,5 milioni) della popolazione mondiale di albatro di Laysan e un terzo della popolazione mondiale di albatro dai piedi neri. Ogni specie di uccelli marini ha siti specifici sull'atollo in cui nidificano. In totale, a Midway vivono 17 specie di uccelli marini. L'albatro dalla coda corta è il più raro, con meno di 2.200 sopravvissuti dopo un'eccessiva caccia alle piume alla fine del XIX secolo.

### Altri
I serpenti di mare si nutrono esclusivamente di pesce e delle loro uova. Gli uccelli marini, come aironi, sule, pellicani e sule, si nutrono di pesci di barriera. Alcuni rettili terrestri si associano in modo intermittente alle barriere coralline, come i varani, il coccodrillo marino e i serpenti semiacquatici, come Laticauda colubrina. Le tartarughe marine, in particolare le tartarughe marine embricate, si nutrono di spugne.

## Ecosistema
Le barriere coralline forniscono servizi ecosistemici al turismo, alla pesca e alla protezione delle coste. Il valore economico globale delle barriere coralline è stato stimato tra i 29,8 miliardi di dollari e i 375 miliardi di dollari all'anno. Circa 500 milioni di persone beneficiano dei servizi ecosistemici forniti dalle barriere coralline.
Il costo economico della distruzione di un chilometro di barriera corallina in un periodo di 25 anni è stato stimato tra i 137.000 e i 1.200.000 dollari.
Per migliorare la gestione delle barriere coralline costiere, il World Resources Institute (WRI) ha sviluppato e pubblicato strumenti per calcolare il valore del turismo correlato alla barriera corallina, della protezione delle coste e della pesca, in collaborazione con cinque paesi dei Caraibi. Ad aprile 2011, i documenti di lavoro pubblicati riguardavano St. Lucia, Tobago, Belize e Repubblica Dominicana. Il WRI stava "assicurandosi che i risultati dello studio supportassero il miglioramento delle politiche costiere e della pianificazione della gestione". Lo studio del Belize ha stimato il valore dei servizi di barriera corallina e mangrovie a $ 395-559 milioni all'anno.
Secondo Sarkis et al (2010), le barriere coralline delle Bermuda forniscono vantaggi economici all'isola per un valore medio di $ 722 milioni all'anno, sulla base di sei servizi ecosistemici chiave.
Le barriere coralline proteggono le coste assorbendo l'energia delle onde e molte piccole isole non esisterebbero senza le barriere coralline. Le barriere coralline possono ridurre l'energia delle onde del 97%, contribuendo a prevenire la perdita di vite umane e danni alle proprietà. Le coste protette dalle barriere coralline sono anche più stabili in termini di erosione rispetto a quelle che ne sono prive. I reef possono attenuare le onde così come o meglio delle strutture artificiali progettate per la difesa costiera come i frangiflutti. Si stima che 197 milioni di persone che vivono sia a un'altitudine inferiore a 10 m che entro 50 km da una barriera corallina potrebbero ricevere benefici di riduzione del rischio dalle barriere. Il ripristino delle barriere coralline è significativamente più economico rispetto alla costruzione di frangiflutti artificiali in ambienti tropicali. I danni attesi dalle inondazioni raddoppierebbero e i costi derivanti da frequenti tempeste triplicherebbero senza il metro più alto di scogliere. Per eventi di tempesta di 100 anni, i danni delle inondazioni aumenterebbero del 91% a 272 miliardi di dollari senza il misuratore più alto.
Circa sei milioni di tonnellate di pesce vengono prelevate ogni anno dalle barriere coralline. Le barriere coralline ben gestite hanno una resa media annua di 15 tonnellate di frutti di mare per chilometro quadrato. La sola pesca della barriera corallina del sud-est asiatico produce circa 2,4 miliardi di dollari all'anno dai frutti di mare.

## Pericoli per l'ecosistema

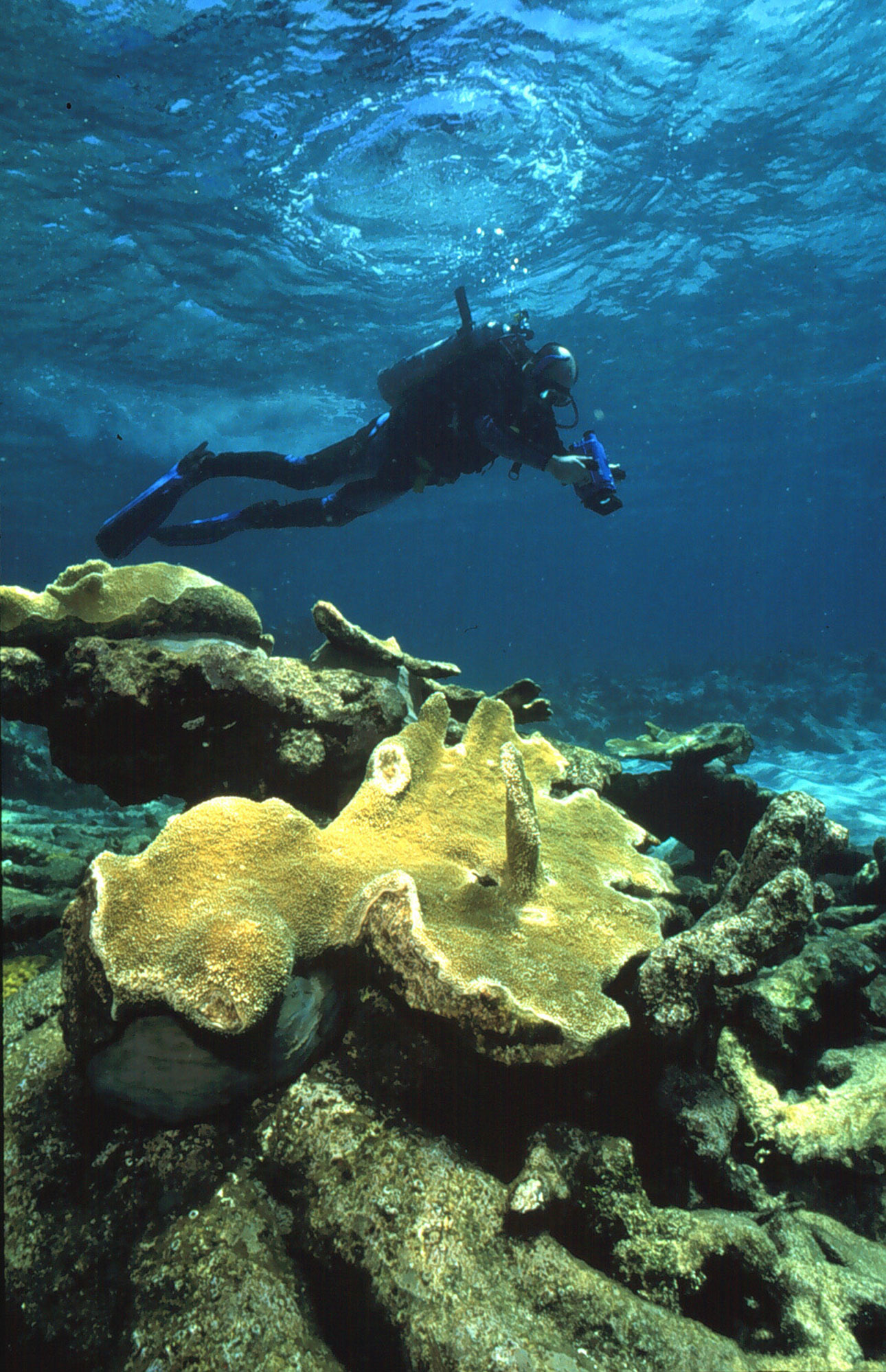
Un biologo del Florida Keys National Marine Sanctuary fotografa i danni che una barca ha causato alla barriera corallina, arenandosi su di essa.

Purtroppo questi ecosistemi sono molto fragili e sono minacciati, direttamente o indirettamente, dall'attività umana. Pesca a strascico e ancore possono danneggiarle significativamente, mentre l'uso indiscriminato (fortunatamente bandito anni fa) del veleno per stordire i pesci e il commercio in acquariofilia ha causato in alcune zone una morìa a macchia di leopardo dei polipi che si trovavano nella zona.
È recente l'allarme degli scienziati riguardo alle barriere coralline presenti nell'Oceano Indiano: qui più di ogni altra parte si registra un aumento delle temperature specialmente nelle aree interessate dal fenomeno di El Niño come le isole Seychelles, presso le quali si è osservata nel 1998, in concomitanza al fenomeno meteorologico, la perdita del 90% dei coralli .
Una previsione conservativa è quella di alcuni scienziati dell'Università Australiana del Queensland, che prevedono la morte della Grande Barriera Corallina entro 50 anni a causa dell'innalzamento delle temperature medie dell'acqua (previsti incrementi da 2 a 6 °C).
Uno dei problemi delle barriere coralline è il tempo che i coralli impiegano per riprendersi dai danni, infatti molti di esse crescono pochi centimetri l'anno. Alcuni ricercatori hanno trovato un modo per riparare le barriere: i coralli per ricrearsi devono essere attaccati a uno substrato solido e devono ricevere un flusso d'acqua continuo, in questo modo i ricercatori hanno costruito dei piccoli telai in acciaio a cui erano attaccati i frammenti di coralli vivi. Questi telai in acciaio, detti stelle della barriera corallina, hanno portato ad un aumento della crescita dei coralli.

## Barriere coralline nel passato geologico
Per tutta la storia della Terra, poche migliaia di anni dopo il primo sviluppo di scheletri o gusci mineralizzati, e quindi solidi, da parte di organismi marini, si sono quasi sempre costituite delle biocostruzioni tipo barriere coralline oggi rinvenibili fossilizzate nei sedimenti che si depositavano negli antichi mari, sempre in condizioni di acque calde temperate, senza apporti di sedimenti terrigeni.
I periodi di massimo sviluppo di queste costruzioni sono stati nel Cambriano medio (513-501 Ma), Devoniano (416-359 Ma) e Carbonifero (359-299 Ma), principalmente ad opera dei tetracoralli che si estinsero alla fine del Permiano, Cretaceo superiore (100-65 Ma) e Neogene (23 Ma - attuale), ad opera degli Scleractinia.
Non tutte le barriere biocostruite nel passato sono state formate da coralli: nel Cambriano (542-513 Ma) furono prodotte da alghe calcaree e archaeocyatha (piccoli animali con forma conica, probabilmente affini ai poriferi) e alla fine del Cretaceo (100 - 65 mA), quando esistevano barriere formate da un gruppo di molluschi bivalvi chiamate rudiste, in cui una delle due valve costituiva la principale struttura conica e l'altra, molto più piccola, fungeva da opercolo.